# Trophée de France de 1994
Trophée de France de 1994 foi a oitava edição do Trophée de France, um evento anual de patinação artística no gelo organizado pela Federação Francesa de Esportes no Gelo (em francês:  Federation Française des Sports de Glace). A competição foi disputada entre os dias 15 de novembro e 19 de novembro, na cidade de Lyon, França.

## Eventos
- Individual masculino
- Individual feminino
- Duplas
- Dança no gelo

## Medalhistas
| Evento                        | Ouro                                        | Prata                                               | Bronze                                               |
| Individual masculino detalhes | Philippe Candeloro · França                 | Éric Millot · França                                | Michael Chack · Estados Unidos                       |
| Individual feminino detalhes  | Surya Bonaly · França                       | Tonia Kwiatkowski · Estados Unidos                  | Michelle Kwan · Estados Unidos                       |
| Duplas detalhes               | Marina Eltsova · Andrei Bushkov · Rússia    | Elena Berezhnaya · Oleg Shliakov · Letônia          | Mandy Wötzel · Ingo Steuer · Alemanha                |
| Dança no gelo detalhes        | Marina Anissina · Gwendal Peizerat · França | Elizabeth Punsalan · Jerod Swallow · Estados Unidos | Kateřina Mrázová · Martin Šimeček · República Tcheca |

## Resultados

### Individual masculino
| Pos.              | Nome                   | Nacionalidade  | Pontos | PC | PL |
| ----------------- | ---------------------- | -------------- | ------ | -- | -- |
| Medalha de ouro   | Philippe Candeloro     | França         | 2.5    | 3  | 1  |
| Medalha de prata  | Éric Millot            | França         | 2.5    | 1  | 2  |
| Medalha de bronze | Michael Chack          | Estados Unidos | 4.0    | 2  | 3  |
| 4                 | Viacheslav Zagorodniuk | Ucrânia        | 6.0    | 4  | 4  |
| 5                 | Zsolt Kerekes          | Hungria        | 7.5    | 5  | 5  |
| 6                 | Vassili Elemenko       | Ucrânia        | 9.5    | 7  | 6  |
| 7                 | Igor Pashkevich        | Rússia         | 10.0   | 6  | 7  |
| 8                 | Cornel Gheorghe        | Romênia        | 12.0   | 8  | 8  |
| 9                 | Sébastien Britten      | Canadá         | 14.5   | 11 | 9  |
| 10                | Michael Hopfes         | Alemanha       | 15.0   | 10 | 10 |
| 11                | Markus Leminen         | Finlândia      | 16.5   | 9  | 12 |
| 12                | Nicolas Pétorin        | França         | 18.0   | 14 | 11 |
| 13                | Mathew Hall            | Canadá         | 19.0   | 12 | 13 |
| 14                | Shin Amano             | Japão          | 20.5   | 13 | 14 |

### Individual feminino
| Pos.              | Nome               | Nacionalidade  | Pontos | PC | PL |
| ----------------- | ------------------ | -------------- | ------ | -- | -- |
| Medalha de ouro   | Surya Bonaly       | França         | 2.5    | 3  | 1  |
| Medalha de prata  | Tonia Kwiatkowski  | Estados Unidos | 3.0    | 2  | 2  |
| Medalha de bronze | Michelle Kwan      | Estados Unidos | 5.0    | 4  | 3  |
| 4                 | Marie-Pierre Leray | França         | 5.5    | 1  | 5  |
| 5                 | Maria Butyrskaya   | Rússia         | 7.0    | 6  | 4  |
| 6                 | Simone Lang        | Alemanha       | 8.5    | 5  | 6  |
| 7                 | Krisztina Czakó    | Hungria        | 11.0   | 8  | 7  |
| 8                 | Anna Rechnio       | Polônia        | 12.5   | 9  | 8  |
| 9                 | Ludmila Ivanova    | Ucrânia        | 12.5   | 7  | 9  |
| 10                | Nathalie Krieg     | Suíça          | 15.0   | 10 | 10 |

### Duplas
| Pos.              | Nome                                     | Nacionalidade    | Pontos | PC | PL |
| ----------------- | ---------------------------------------- | ---------------- | ------ | -- | -- |
| Medalha de ouro   | Marina Eltsova / Andrei Bushkov          | Rússia           | 1.5    | 1  | 1  |
| Medalha de prata  | Elena Berezhnaya / Oleg Shliakhov        | Letônia          | 3.5    | 3  | 2  |
| Medalha de bronze | Mandy Wötzel / Ingo Steuer               | Alemanha         | 4.0    | 2  | 3  |
| 4                 | Radka Kovaříková / René Novotný          | República Tcheca | 6.0    | 4  | 4  |
| 5                 | Kyoko Ina / Jason Dungjen                | Estados Unidos   | 8.0    | 6  | 5  |
| 6                 | Sarah Abitbol / Stéphane Bernadis        | França           | 8.5    | 5  | 6  |
| 7                 | Emilie Gras / Frédéric Lipka             | França           | 10.5   | 7  | 7  |
| 8                 | Caroline Haddad / Jean-Sébastien Fecteau | Canadá           | 12.0   | 8  | 8  |

### Dança no gelo
| Pos.              | Nome                                     | Nacionalidade    | Pontos | DC | DO | DL |
| ----------------- | ---------------------------------------- | ---------------- | ------ | -- | -- | -- |
| Medalha de ouro   | Marina Anissina / Gwendal Peizerat       | França           | 2.0    | 1  | 1  | 1  |
| Medalha de prata  | Elizabeth Punsalan / Jerod Swallow       | Estados Unidos   | 4.0    | 2  | 2  | 2  |
| Medalha de bronze | Kateřina Mrázová / Martin Šimeček        | República Tcheca | 6.0    | 3  | 3  | 3  |
| 4                 | Margarita Drobriazko / Povilas Vanagas   | Lituânia         | 8.0    | 4  | 4  | 4  |
| 5                 | Barbara Piton / Alexandre Piton          | França           | 10.4   | 6  | 5  | 5  |
| 6                 | Agnieszka Domańska / Marcin Głowacki     | Polônia          | 12.6   | 5  | 6  | 7  |
| 7                 | Agnes Jacquemard / Alexis Gayet          | França           | 13.4   | 8  | 7  | 6  |
| 8                 | Marie-France Dubreuil / Tomas Morbacher  | Canadá           | 17.0   | 9  | 9  | 8  |
| 9                 | Clair Wileman / Andrew Place             | Reino Unido      | 19.0   | 10 | 10 | 9  |
| 10                | Svetlana Chernikova / Alexander Sosnenko | Ucrânia          | 21.0   | 11 | 11 | 10 |
| 11                | Enikő Berkes / Szilárd Tóth              | Hungria          | 23.0   | 12 | 12 | 11 |
| wd                | Diane Gerencser / Alexander Stanislavov  | Suíça            | —      | 7  | 8  | WD |

## Quadro de medalhas
| Ordem | País             | Medalha de ouro | Medalha de prata | Medalha de bronze |    | Ordem por total |
| ----- | ---------------- | --------------- | ---------------- | ----------------- | -- | --------------- |
| 1     | França           | 3               | 1                |                   | 4  | 1               |
| 2     | Rússia           | 1               |                  |                   | 1  | 3               |
| 3     | Estados Unidos   |                 | 2                | 2                 | 4  | 1               |
| 4     | Letônia          |                 | 1                |                   | 1  | 3               |
| 5     | Alemanha         |                 |                  | 1                 | 1  | 3               |
| 5     | República Tcheca |                 |                  | 1                 | 1  | 3               |
| TOTAL | TOTAL            | 4               | 4                | 4                 | 12 | —               |